# Tephronia sicula
Tephronia sicula is een vlinder uit de familie spanners (Geometridae). De wetenschappelijke naam is voor het eerst geldig gepubliceerd in 1933 door Wehrli.
De soort komt voor in Europa.